# Campeonato Europeo de Ciclismo en Pista de 2021
El XII Campeonato Europeo de Ciclismo en Pista se celebró en Grenchen (Suiza) entre el 5 y el 9 de octubre de 2021, bajo la organización de la Unión Europea de Ciclismo (UEC) y la Unión Ciclista de Suiza.
Inicialmente, el campeonato iba a realizarse en Minsk (Bielorrusia), pero debido a la inestabilidad política en ese país, la UEC decidió cancelar la sede.
Las competiciones se realizaron en el Velódromo Suiza de la ciudad helvética. Fueron disputadas 22 pruebas, 11 masculinas y 11 femeninas.

## Medallistas

### Masculino
| Evento                          | Oro                                                                                          | Plata                                                                            | Bronce                                                                                |
| ------------------------------- | -------------------------------------------------------------------------------------------- | -------------------------------------------------------------------------------- | ------------------------------------------------------------------------------------- |
| Velocidad individual (08.10)    | Harrie Lavreysen · Países Bajos                                                              | Jeffrey Hoogland · Países Bajos                                                  | Mijail Yakovlev · Rusia                                                               |
| Velocidad por equipos (05.10)   | Países Bajos · Jeffrey Hoogland · Harrie Lavreysen · Roy van den Berg · Sam Ligtlee · 42,302 | Francia Timmy Gillion Rayan Helal Sébastien Vigier 44,193                        | Polonia · Maciej Bielecki · Patryk Rajkowski · Mateusz Rudyk · Daniel Rochna · 43,007 |
| Persecución individual (07.10)  | Jonathan Milan · Italia · —                                                                  | Lev Gonov · Rusia · ALC                                                          | Claudio Imhof · Suiza · 4:08,851                                                      |
| Persecución por equipos (06.10) | Dinamarca Carl-Frederik Bévort Tobias Hansen Matias Malmberg Rasmus Pedersen 3:51,382        | Suiza · Claudio Imhof · Valère Thiébaud · Simon Vitzthum · Alex Vogel · 3:52,646 | Reino Unido Rhys Britton Charlie Tanfield William Tidball Oliver Wood 3:55,595        |
| 1 km contrarreloj (06.10)       | Jeffrey Hoogland · Países Bajos · 58,06                                                      | Sam Ligtlee · Países Bajos · 59,767                                              | Patryk Rajkowski · Polonia · 59,890                                                   |
| Carrera por puntos (06.10)      | Benjamin Thomas Francia 81 pts.                                                              | Iúri Leitão Portugal 61 pts.                                                     | Vlas Shichkin · Rusia · 57 pts.                                                       |
| Scratch (07.10)                 | Rui Oliveira Portugal                                                                        | Vincent Hoppezak · Países Bajos                                                  | Jack Murphy Irlanda                                                                   |
| Keirin (09.10)                  | Jeffrey Hoogland · Países Bajos                                                              | Tom Derache Francia                                                              | Joachim Eilers · Alemania                                                             |
| Madison (09.10)                 | Yoeri Havik · Jan-Willem van Schip · Países Bajos · 60 pts.                                  | Kenny De Ketele · Lindsay De Vylder · Bélgica · 56 pts.                          | Iúri Leitão Rui Oliveira Portugal 49 pts.                                             |
| Eliminación (05.10)             | Serguéi Rostóvtsev · Rusia                                                                   | João Matias Portugal                                                             | Thomas Boudat Francia                                                                 |
| Ómnium (08.10)                  | Alan Banaszek · Polonia · 136 pts.                                                           | Fabio Van den Bossche · Bélgica · 130 pts.                                       | Matias Malmberg Dinamarca 124 pts.                                                    |

### Femenino
| Evento                          | Oro | Plata | Bronce                                                                                     |
| ------------------------------- | --- | --- | ------------------------------------------------------------------------------------------ |
| Velocidad individual (07.10)    | Shanne Braspennincx · Países Bajos                                                                         | Lea Friedrich · Alemania                                                                                       | Mathilde Gros Francia                                                                      |
| Velocidad por equipos (05.10)   | Países Bajos · Shanne Braspennincx · Kyra Lamberink · Hetty van de Wouw · Steffie van der Peet · 46,551 RM | Alemania · Lea Friedrich · Pauline Grabosch · Alessa-Catriona Pröpster · 47,299                                | Rusia · Natalia Antonova · Daria Shmeliova · Yana Tyshchenko · Anastasiya Voinova · 46,795 |
| Persecución individual (08.10)  | Lisa Brennauer · Alemania · 3:19,548                                                                       | Marion Borras Francia 3:23,297                                                                                 | Mieke Kröger · Alemania · 3:21,646                                                         |
| Persecución por equipos (06.10) | Alemania · Franziska Brauße · Lisa Brennauer · Mieke Kröger · Laura Süßemilch · Lena Reißner · 4:13,489    | Italia · Martina Alzini · Rachele Barbieri · Martina Fidanza · Silvia Zanardi · Letizia Paternoster · 4:20,923 | Irlanda Mia Griffin Emily Kay Kelly Murphy Alice Sharpe 4:21,264                           |
| 500 m contrarreloj (08.10)      | Daria Shmeliova · Rusia · 33,086                                                                           | Pauline Grabosch · Alemania · 33,336                                                                           | Yana Tyshchenko · Rusia · 33,534                                                           |
| Carrera por puntos (08.10)      | Gulnaz Jatuntseva · Rusia · 35 pts.                                                                        | Shari Bossuyt · Bélgica · 28 pts.                                                                              | Lonneke Uneken · Países Bajos · 22 pts.                                                    |
| Scratch (05.10)                 | Katie Archibald Reino Unido                                                                                | Valentine Fortin Francia                                                                                       | Daria Pikulik · Polonia                                                                    |
| Keirin (09.10)                  | Lea Friedrich · Alemania                                                                                   | Olena Starikova · Ucrania                                                                                      | Yana Tyshchenko · Rusia                                                                    |
| Madison (09.10)                 | Katie Archibald Neah Evans Reino Unido 63 pts.                                                             | Amalie Dideriksen Julie Leth Dinamarca 50 pts.                                                                 | Victoire Berteau Marion Borras Francia 49 pts.                                             |
| Eliminación (06.10)             | Valentine Fortin Francia                                                                                   | Letizia Paternoster · Italia                                                                                   | Neah Evans Reino Unido                                                                     |
| Ómnium (07.10)                  | Katie Archibald Reino Unido 154 pts.                                                                       | Victoire Berteau Francia 120 pts.                                                                              | Rachele Barbieri · Italia · 118 pts.                                                       |

## Medallero
| Núm. | País         | Oro | Plata | Bronce | Total |
| ---- | ------------ | --- | ----- | ------ | ----- |
| 1    | Países Bajos | 7   | 3     | 1      | 11    |
| 2    | Alemania     | 3   | 3     | 2      | 8     |
| 3    | Rusia        | 3   | 1     | 5      | 9     |
| 4    | Reino Unido  | 3   | 0     | 2      | 5     |
| 5    | Francia      | 2   | 5     | 3      | 10    |
| 6    | Italia       | 1   | 2     | 1      | 4     |
| 6    | Portugal     | 1   | 2     | 1      | 4     |
| 8    | Dinamarca    | 1   | 1     | 1      | 3     |
| 9    | Polonia      | 1   | 0     | 3      | 4     |
| 10   | Bélgica      | 0   | 3     | 0      | 3     |
| 11   | Suiza        | 0   | 1     | 1      | 2     |
| 12   | Ucrania      | 0   | 1     | 0      | 1     |
| 13   | Irlanda      | 0   | 0     | 2      | 2     |
|      | TOTAL        | 22  | 22    | 22     | 66    |